# 7th Dragon
7th Dragon (セブンスドラゴン) est un jeu vidéo de rôle développé par Imageepoch et édité par Sega, sorti en 2009 sur Nintendo DS.

## Accueil
- Famitsu : 33/40[1]